# ニッケル・鉄電池

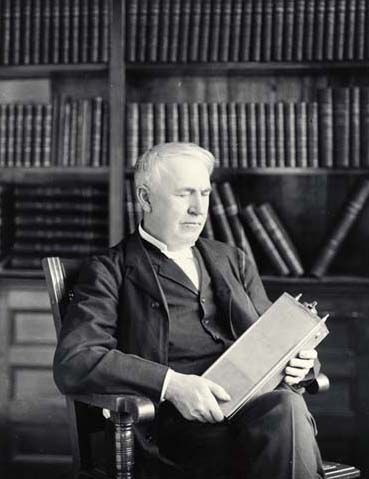
自らの生産ラインのニッケル・鉄電池を持つトーマス・エジソン（1910年）

ニッケル・鉄電池（Ni-Fe電池）は正極にオキシ酸化ニッケル、負極に鉄、電解液に水酸化カリウムを用いた二次電池である。活物質はニッケルでメッキされた鋼管または穴の開いたポケットに保持されている。過充電、過放電、短絡などの酷使に対して耐性があり、そのように扱っても非常に長い寿命を有する強い電池である。切れ目なく充電し、それを20年以上続けられるバックアップの状況でよく使われる。比エネルギーが低く、電荷保持が低く、製造コストが高いため、鉄・ニッケル電池はほとんどの用途において他の種類の二次電池に取って代わられている。

## 使用
振動、高温およびその他の物理的ストレスに耐えられるため、ヨーロッパの採掘作業で長年使われてきた。電池の重量が重要ではない風力および太陽光発電システムでの使用のために再度考察されている。
多くの鉄道車両はNi-Fe電池を使用している。ロンドン地下鉄電気機関車やニューヨーク市地下鉄R62Aなどが例である。
この技術は日々の充電が適正技術となるoff-the-grid応用の人気を取り戻している。
ニッケル・鉄電池は燃料電池自動車および貯蔵用の水素製造のための組電池および電気分解として使うために研究されている。これらの「バトライザー」は従来の電池のように充放電することができ、完全に充電すると水素を発生させることができる。

## 耐久性
頻繁なサイクルに耐えるこれらの電池の能力は電解液中の反応物質の低い溶解度に起因する。充電中の金属鉄の形成は、水酸化鉄の溶解度が低いために遅い。W鉄の結晶がゆっくりと形成されると電極が保護されるが、高速性能も制限される。これらの電池はゆっくりと充電されゆっくりと放電することができる。熱暴走により損傷する可能性があるため、定電圧電源から充電すべきではない。ガスが発生に伴って電池の内部電圧が低下し、温度が上がり、流れる電流が増加し、ガスや温度がさらに増加する。

## 電気化学
正極の半反応式は以下の通り
Ni2O3+ H2O + 2 e− ↔ 2 NiO + 2 OH−
負極の半反応式は以下
Fe + 2 OH− ↔  Fe(OH)2 + 2 e−
（放電は左から右、充電は右から左）
開回路電圧は1.4ボルトであり、放電中は1.2ボルトに低下する。水酸化カリウムと水酸化リチウムとの電解液混合物は充放電で消費されないので、鉛蓄電池とは異なり電解液比重は充電状態を示さない。Ni-Fe電池を充電するのに必要な電圧は1セルあたり1.8ボルト以上である。水酸化リチウムは電池の性能を向上させる。等化充電電圧は1.65ボルトである。

## 歴史
1899年、スウェーデンの発明家Waldemar Jungner がニッケル・カドミウム蓄電池を発明した。Jungnerは100%鉄を含むさまざまな比率でカドミウムを鉄に代えて実験した。Jungnerはニッケル・カドミウム化学の主な利点はコストであることを発見したが、充電反応の効率が低く、水素のより著しい形成のためにニッケル・鉄技術が望まれるが、放棄されていることが発見された。Jungnerは電池の鉄にしたもののいくつかの特許を持っていた（スウェーデンの特許 Nos 8.558/1897, 10.177/1899, 11.132/1899, 11.487/1899 とドイツの特許 No.110.210 /1899）。さらにNi-Cd電池の特許も1つ持っていた。Swed.pat No. 15.567/1899.

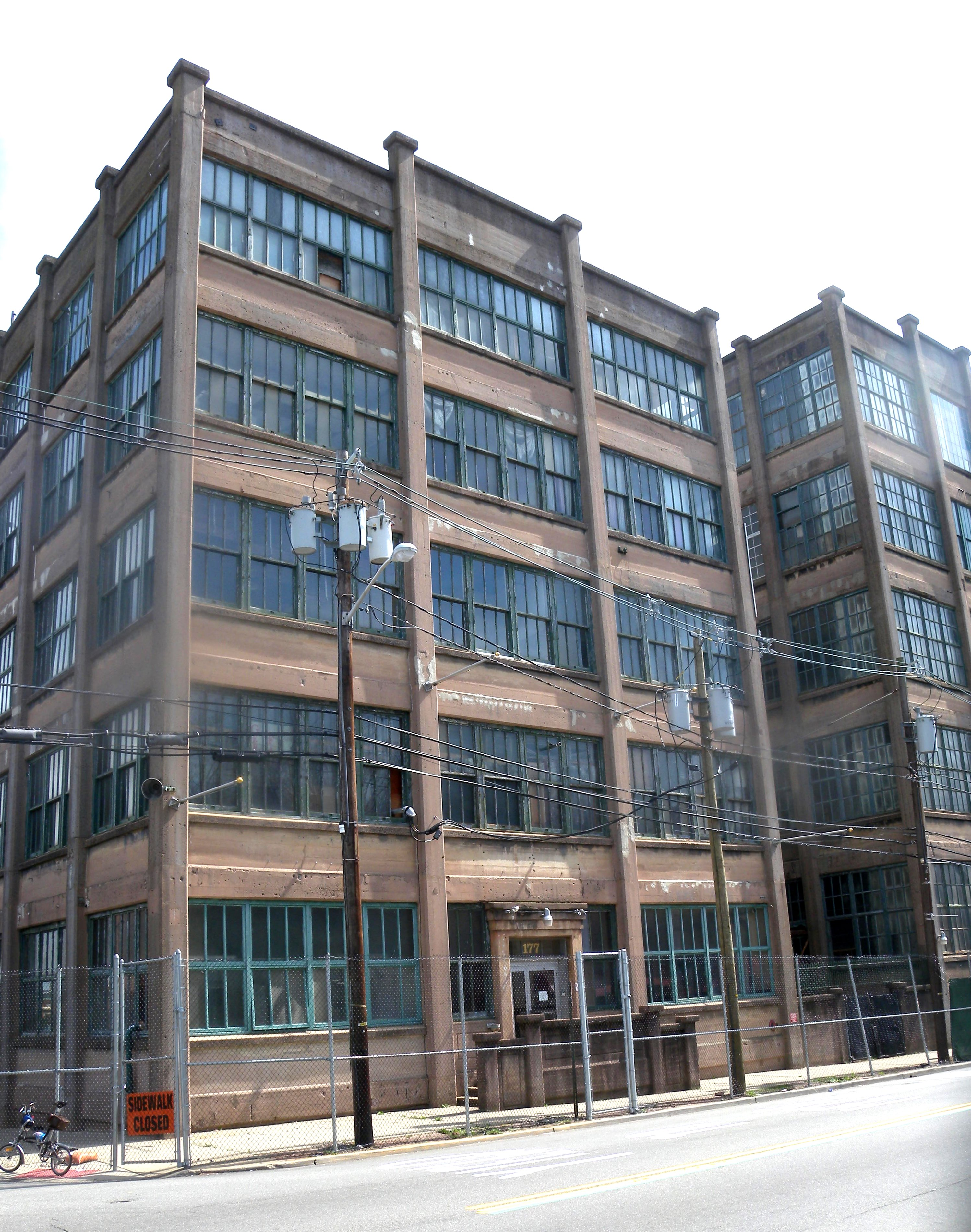
Edison Storage Battery Company

1901年、トーマス・エジソンはアメリカでNi-Feの特許と商業化を行い、Detroit ElectricやBaker Electricなどの電気自動車のエネルギー源として提供した。エジソンはニッケル・鉄の設計が「鉛板と酸を使った電池（鉛蓄電池）よりはるかに優れている」と主張していた。いくつかの特許を持っている（アメリカ合衆国特許第 678,722号/1901, アメリカ合衆国特許第 692,507号/1902, ドイツ特許 No 157.290/1901）。
エジソンは自身の電池が内燃機関の始動に採用されず、また、電池が導入されてからわずか数年後に電気自動車が生産中止になったことに失望した。彼は1900年代初頭に好まれた輸送方式であった（ガソリンや蒸気に次ぐ）電気輸送のための電池として、この電池を開発した。エジソンの電池は当時使われていた鉛蓄電池よりもはるかに高いエネルギー密度を有し半分の時間で充電することができたが、低温では性能が低く高価であった。
Jungnerの業績はニッケル・カドミウム電池が生産される1940年代までアメリカではほとんど知られていなかった。50ボルトのニッケル・鉄電池は第2次世界大戦のドイツのV2ロケットの主要直流電源であり、4つのジャイロスコープに電力を供給する2つの16ボルト電池（磁気増幅器駆動のサーボ機構のために交流を供給するタービン発電機）とともに使われた。より小さなものはV1飛行爆弾に使われた（すなわち1946年のOperation Backfireの青写真）。
エジソンの電池はニュージャージー州イーストオレンジにあるEdison Storage Battery Companyによりおよそ1903年から1972年にかけて有益に作られた。1972年にこの会社はExide Battery Corporationに買収され、1975年に製造が中止された。この電池は鉄道信号、フォークリフト、待機電力アプリケーションに広く使われていた。
ニッケル・鉄電池は5～1250Ahの容量で製造された。元のメーカーの多くは現在ではニッケル・鉄電池を製造していないが、新たな会社による生産がいくつかの国で始まっている。

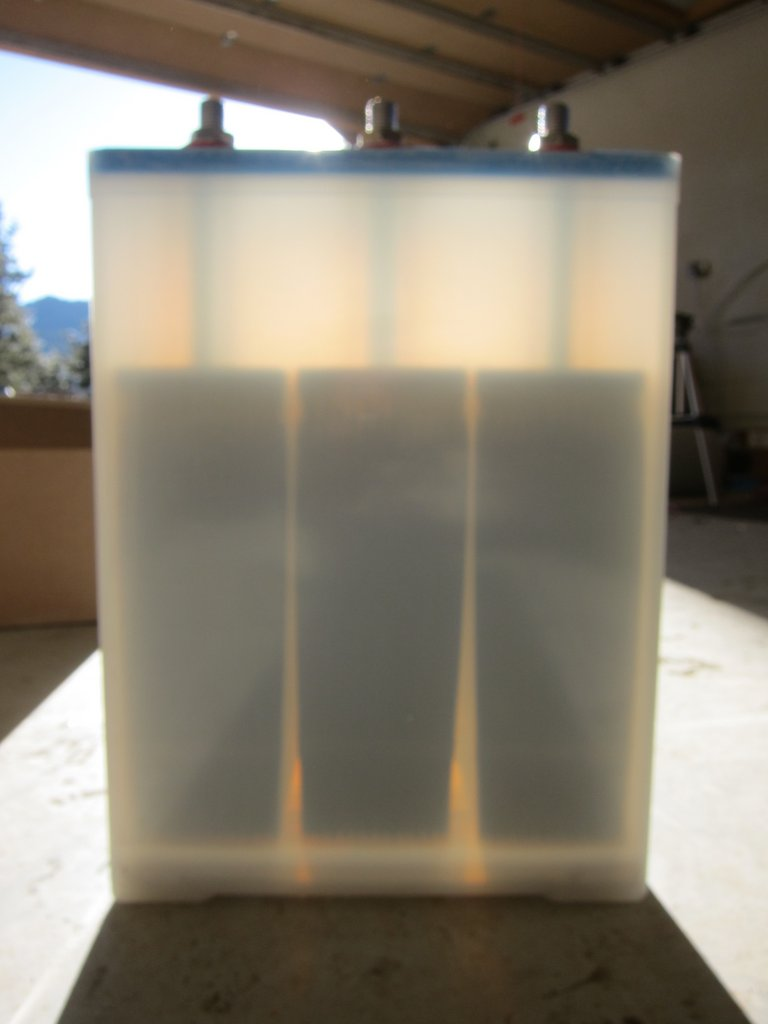
現代のニッケル・鉄電池の中のプレートの3つのバンク

## 板
電池板の活物質は多数の充填された管もしくはポケットに収容され、支持・導通フレームおよびグリッドにしっかりと取り付けられている。支持するものは管と良く電気的に接触している。グリッドは薄いシート鋼から打ち抜かれた上に補強幅を持つ軽い骨格フレームである。グリッドは他のすべての内部金属表面同様、腐食を防止するためにニッケルメッキされている。構成要素は電解質で覆われたままでなければならない。もし乾いてしまうと陰極板は酸化し非常に長い充電時間を必要とするからである。

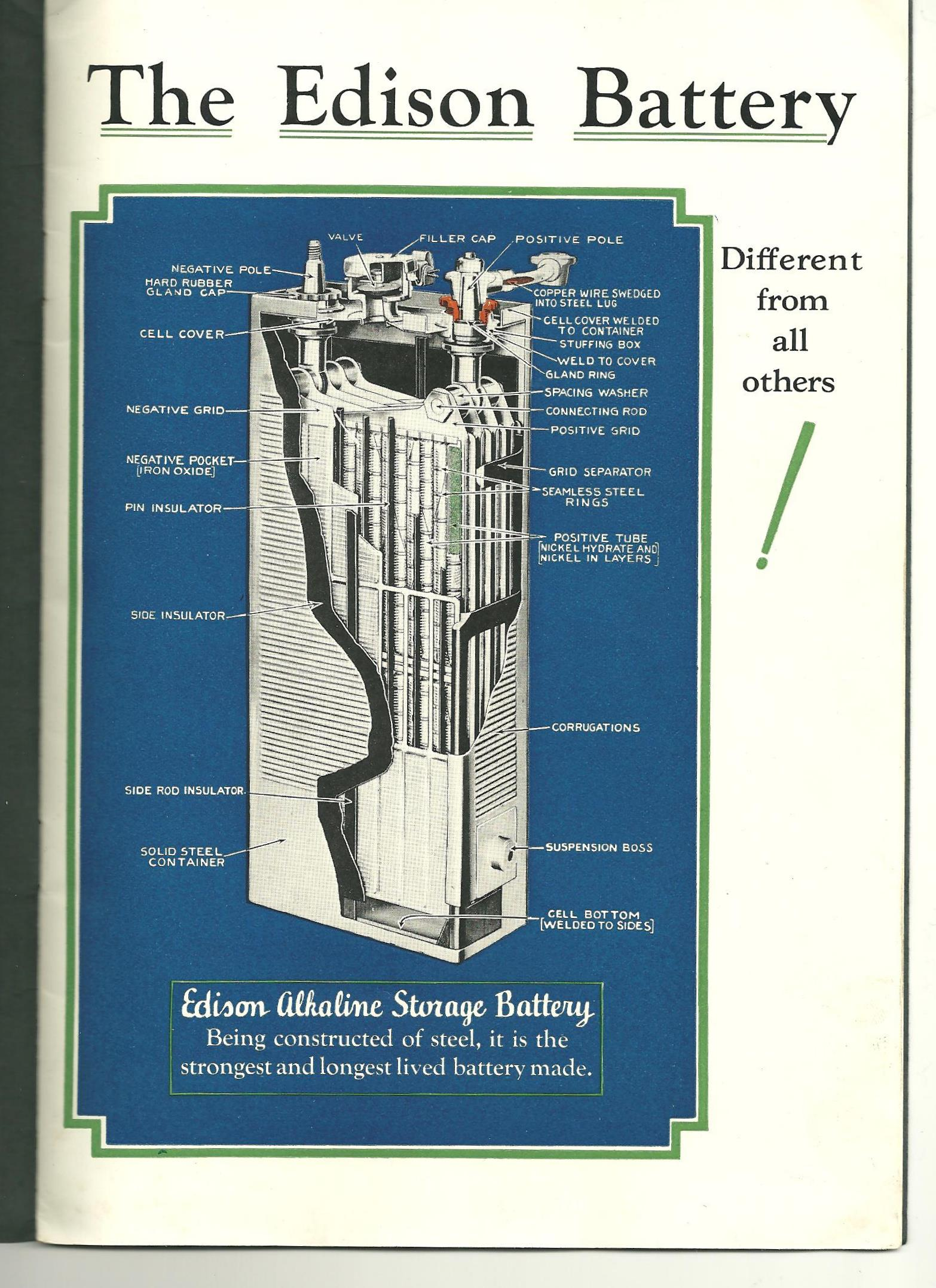
ニッケル・鉄電池の構成要素

正極板の活物質はニッケル水和物の形である。管のリテイナーは細長いスチールリボンで作られ、長さ約4インチ、直径1/4インチ、1/8インチで細長い穴があけられニッケルメッキされている。リボンは螺旋状に巻かれ、巻かれた縫い目がつけられ、管は約1/2インチの間隔で小さなスチールリングで補強される。これらの管にニッケル水和物とニッケルの純粋片を薄い交互の層（それぞれ約350層で）を充填ししっかりと詰め込んで打ち付ける。ニッケル片の目的はニッケル水和物と管の良い接触を形成し、それにより導電性を生み出すことである。管は充填され閉められるとグリッドに垂直に取り付けられる。

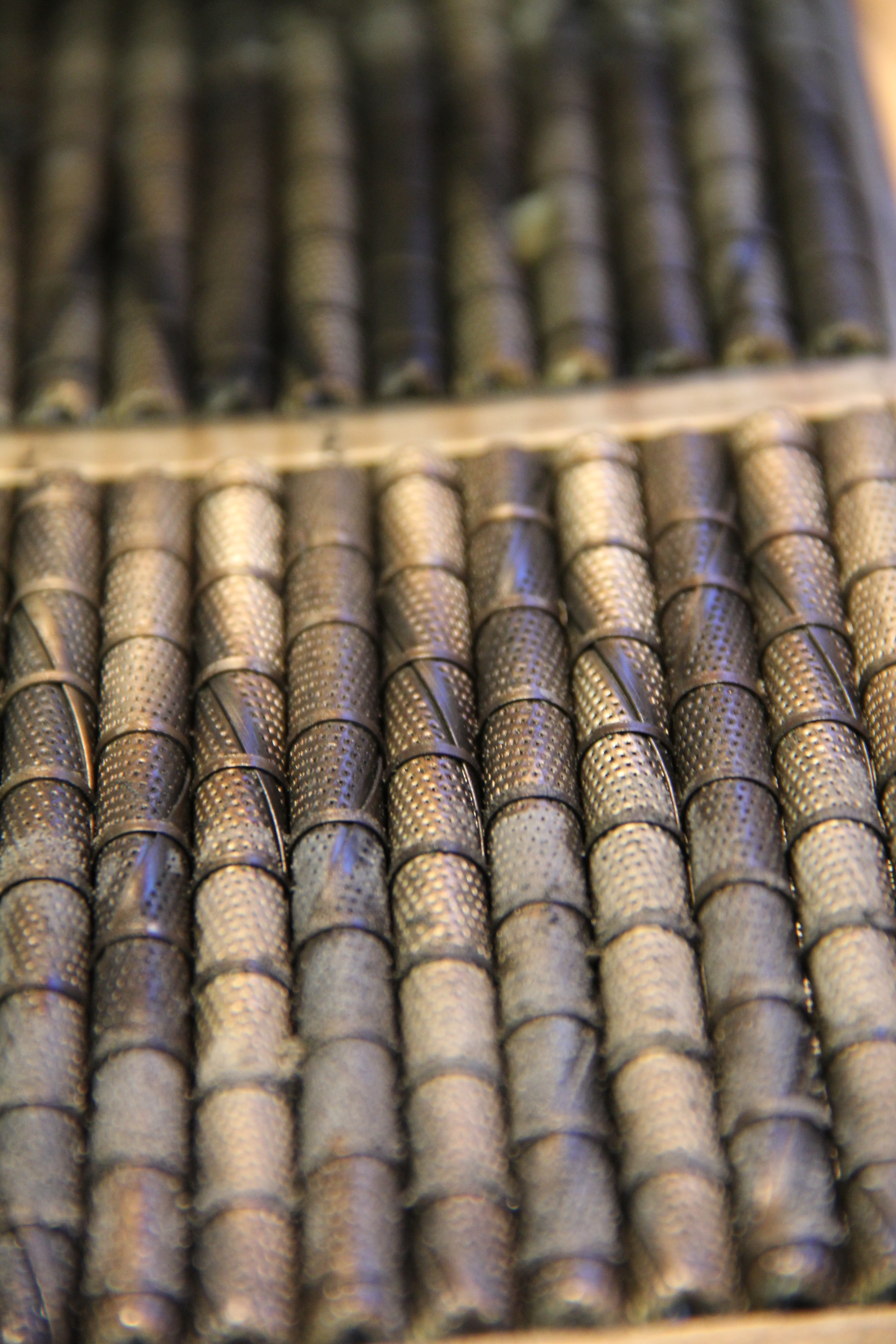
正極板はニッケル水和物で満たされている。

負極板の活物質は酸化鉄である。リテイナーのポケットは細く、細かく穴が開けられたニッケルメッキ鋼でできており、幅1/2インチ、長さ3インチ、最大厚さ1/8の大きさである。細かく粉末状にされた酸化鉄はこれらのポケットにしっかりと押しこまれ、その後これらはグリッドに取り付けられる。取り付け後にプレスされ、グリッドと密着させる。これによりポケットの側面が波形になり、ポケットと活物質のばね接触を提供する。

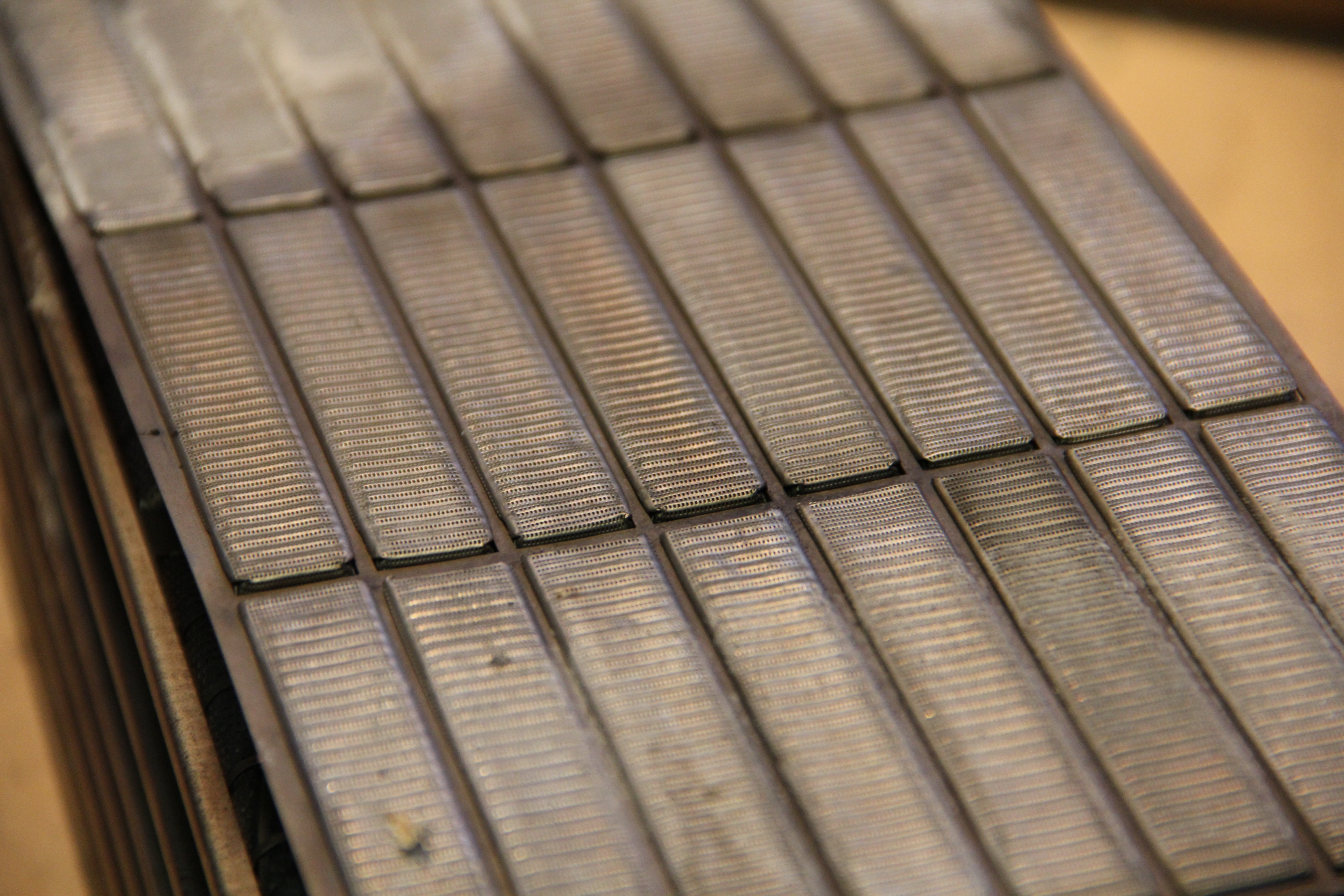
負極板の活物質である酸化鉄

## 充電
充放電は1つの電極からもう一方の電極への酸素の移動を伴う（1つの板の集まりからもう一方の板の集まりへ）。よってこの種の電池は酸素リフト電池と呼ばれることがある。充電した電池では正極板の活物質は超酸化され、負極板の活物質はスポンジ状や還元状態にある。
もし電池の通常の容量が不十分である場合、電解液の温度が46℃を超えない限りは短時間で増加率の高い充電を得ることができる。この短時間充電は非常に効率的で損失がない。通常の充電率の3倍までの充電率（電池の公称容量に等しい電流を1時間で割ったCという値で定義される）で30分間使用できる。
Ni-Fe電池を完全に充電するには通常は7時間を要する。使用中の充電量は前回の放電の程度により決まる。例えば電池を1/2放電すると、通常の3.5時間の充電が可能になる。過充電すると電流が無駄になり、電解液中の水が急速に蒸発する。
充電の逓減率を高めるためには充電中にセル端子間に平均1.67ボルトを維持する必要がある。充電開始時の電流値は電気抵抗により変化する。抵抗がない場合、開始速度は通常の約2倍、終わるまでの速度は通常の約40%になる。

## 放電
放電では正極は還元される（脱酸素化される）。鉄と自然な親和性を持つ酸素はそれらを酸化する陰極板へ向かっていく。どんな速度でも正常より25%まで、正常の6倍までの短時間で放出することが許容されている。通常の放電率がこの値を超えると異常な電圧降下が発生する。

## 電解液
電解液は運搬者として作用しセルの機能を果たすため、化合には含まれない。その比重は充放電中の蒸発および温度変化以外からは影響を受けない。比重のかなりの変動は許容でき、電池効率のみに影響を与える。

## 環境への影響
ニッケル・鉄電池には危険物としての処理が必要な鉛・酸およびニッケル・カドミウム電池に含まれる鉛やカドミウムが含まれていない。